# Rohingya-genocide

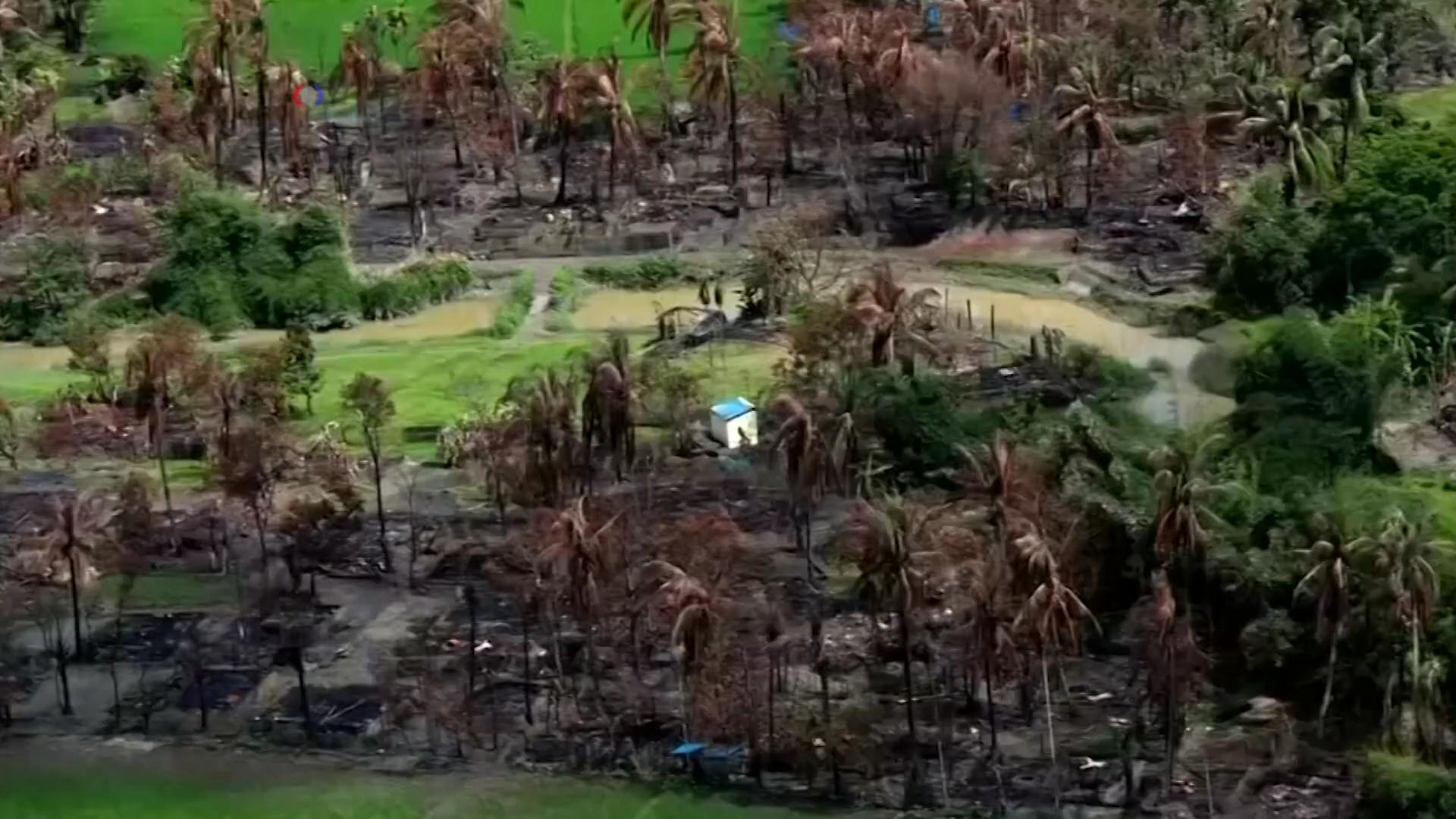
Verwoest dorp in de staat Rakhine, september 2017.

De Rohingya-genocide is een reeks aanhoudende misdaden door het Myanmarese leger tegen het islamitische Rohingya-volk.
De genocide heeft zich tot nu toe in twee fasen voltrokken: de eerste was een militair optreden dat plaatsvond van oktober 2016 tot januari 2017, en de tweede vond plaats sinds augustus 2017.
De crisis dwong meer dan een miljoen Rohingya om naar andere landen te vluchten. De meesten vluchtten naar Bangladesh. Anderen vluchtten naar India, Thailand, Maleisië en andere delen van Zuid- en Zuidoost-Azië.